# Scheid (Eifel)

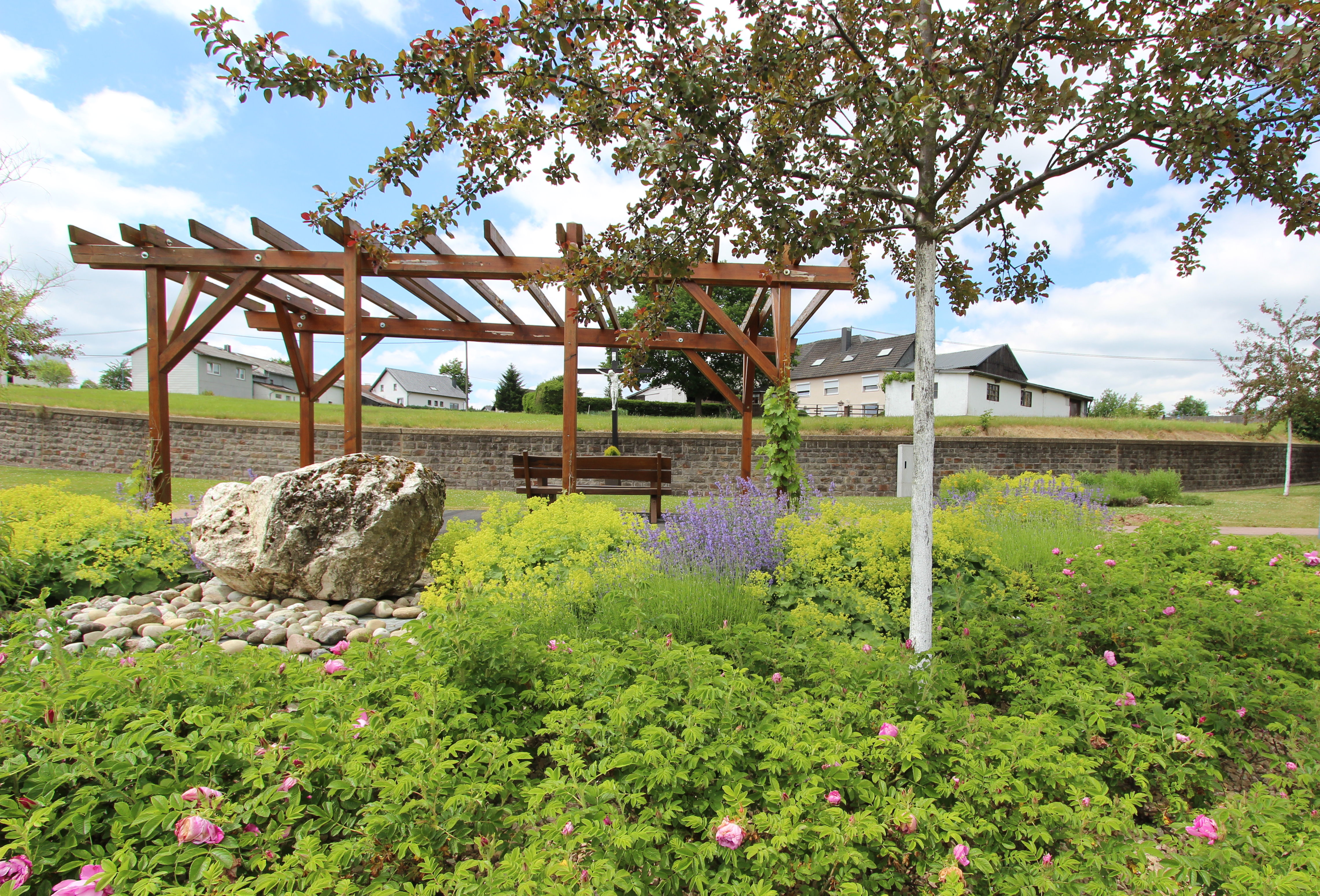
Gemeindeplatz von Scheid

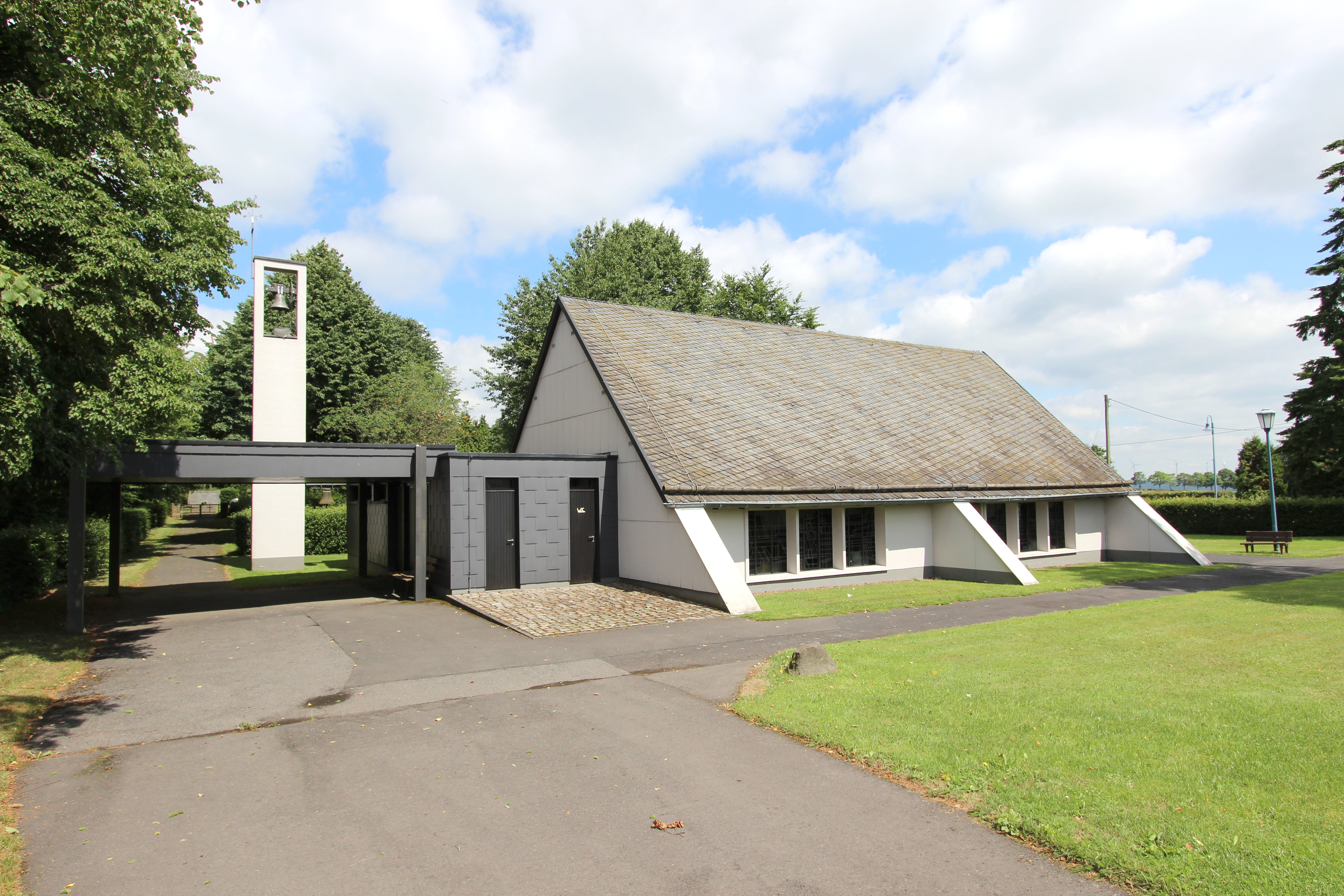
Sankt Kornelius; gebaut 1968

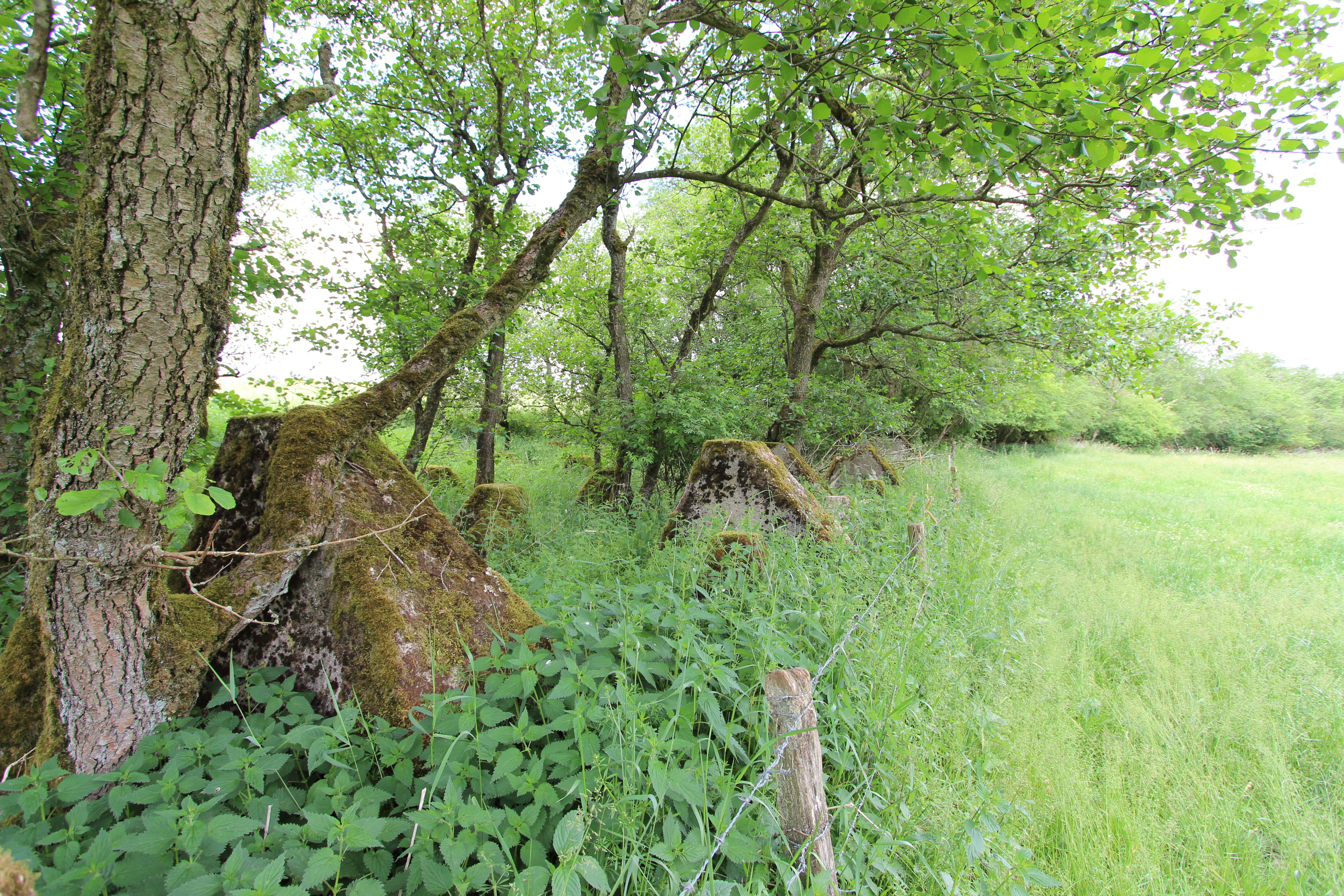
Höckerlinie als wertvolle Biotopkette

Scheid ist eine Ortsgemeinde im Landkreis Vulkaneifel in Rheinland-Pfalz. Sie gehört der Verbandsgemeinde Gerolstein an.

## Geographische Lage
Der Eifelort Scheid liegt im Nordwesten des Bundeslands Rheinland-Pfalz. Das Gemeindegebiet grenzt an Nordrhein-Westfalen. Die Grenze zu Belgien ist etwa 3 km vom Ortskern entfernt. Neben dem Hauptort gehören die Wohnplätze Birkenhof, Erlenhof, Lindenhof, Losheimerstraße, Schwalbenhof, Tannenhof und Wiesenhof zur Gemeinde.

## Geschichte
Der Ortsname wird von Wasserscheide abgeleitet.
Scheid gehörte bis zum Ende des 18. Jahrhunderts zur luxemburgischen Herrschaft Kronenburg.
Nach der Einnahme der Region durch französische Revolutionstruppen (1794) gehörte Scheid von 1795 bis 1814 zum französischen Kanton Kronenburg im Département Ourthe.
Aufgrund der auf dem Wiener Kongress getroffenen Vereinbarungen kamen aus dem Département Ourthe die drei Gemeinden Hallschlag, Ormont und Scheid zum Königreich Preußen. Die drei Gemeinden wurden der Bürgermeisterei Hallschlag im 1816 neu errichteten Kreis Prüm im Regierungsbezirk Trier zugeordnet.
Zu Beginn des 20. Jahrhunderts wurde in der Nähe von Scheid eine Granatenfabrik gebaut, die nach dem Ersten Weltkrieg durch einen Brand zerstört wurde. Ab 1938 wurde nahe an der Gemeinde Scheid ein Teil des Westwalls errichtet, der die deutsche Westgrenze als Verteidigungssystem abschirmen sollte. Im Zweiten Weltkrieg lag Scheid von September 1944 bis März 1945 unmittelbar an der Westfront und wurde fast völlig zerstört. Nach dem Kriegsende waren große Teile der Gemeinde Scheid wegen Minengefahr gesperrt.
Im Rahmen der rheinland-pfälzischen Funktional- und Gebietsreform wurde die Gemeinde Scheid zusammen mit 14 weiteren Gemeinden am 7. November 1970 vom gleichzeitig aufgelösten Landkreis Prüm in den Landkreis Daun (seit 2007 Landkreis Vulkaneifel) umgegliedert.
Bevölkerungsentwicklung
Die Entwicklung der Einwohnerzahl von Scheid, die Werte von 1871 bis 1987 beruhen auf Volkszählungen:
| Jahr | Einwohner |
| 1815 | 101       |
| 1835 | 150       |
| 1871 | 161       |
| 1905 | 126       |
| 1939 | 131       |
| 1950 | 125       |

| Jahr | Einwohner |
| 1961 | 139       |
| 1970 | 131       |
| 1987 | 116       |
| 1997 | 123       |
| 2005 | 124       |
| 2023 | 120       |

## Politik

### Gemeinderat
Der Gemeinderat in Scheid besteht aus sechs Ratsmitgliedern, die bei der Kommunalwahl am 9. Juni 2024 in einer Mehrheitswahl gewählt wurden, und dem ehrenamtlichen Ortsbürgermeister als Vorsitzendem.

### Bürgermeister
Gottfried Hack wurde am 11. Juli 2019 Ortsbürgermeister von Scheid. Da bei der Direktwahl am 26. Mai 2019 kein Bewerber antrat, oblag die Neuwahl des Bürgermeisters gemäß rheinland-pfälzischer Gemeindeordnung dem Rat. In seiner konstituierenden Sitzung wählte er Hack einstimmig ins Amt. Bei der Direktwahl am 9. Juni 2024 wurde Gottfried Hack als einziger Bewerber mit einem Stimmenanteil von 85,9 % für weitere fünf Jahre wiedergewählt.
Hacks Vorgänger Willi Heinzius hatte das Amt 20 Jahre ausgeübt, war 2019 aber nicht erneut angetreten.

### Wappen
| Wappen von Scheid | Blasonierung: „In Silber durch einen blauen schräglinken Wellenbalken geteilt, vorne eine grüne Fichte mit Astwerk, hinten ein rotes schäglinkes Hifthorn.“ |
| Wappen von Scheid | Wappenbegründung: Der blaue Wellenbalken, der den Wappenschild schräglinks teilt, steht für die vielen Bäche, die die Gemarkung Scheid durchfließen. Die Fichte steht für den Ortsnamen, der sich auf eine keltische Bedeutung für Wald oder Holz zurückführen lässt, gleichzeitig aber auch auf die bedeutsame Waldwirtschaft in der Gemeinde hindeutet. Das Hifthorn symbolisiert den Heiligen Cornelius, der Patron der Kapelle und der Gemeinde Scheid ist und gleichzeitig als Patron der Bauern und des Viehs gilt, was auf die landwirtschaftliche Struktur der Gemeinde hinweist. |

## Kultur und Sehenswürdigkeiten
- Renaissance-Altar aus der ehemaligen Kapelle von 1739 in der St. Korneliuskirche (Frauenkroner Straße 1)
- Burgbrennen am ersten Sonntag der Fastenzeit (sogenannter Scheef-Sonntag)[10]
- Jährliches Kirmes- bzw. Kirchweihfest wird am Sonntag nach Christi Himmelfahrt gefeiert.
- Reste des grenznah (Belgien) verlaufenden ehemaligen Westwalls (Höckerlinie) westlich des Ortes (⊙)[11]
- Bunkeranlagen, Schartenstände um 1938[12][13]

Siehe auch: Liste der Kulturdenkmäler in Scheid

## Wirtschaft und Infrastruktur
Die wichtigsten Kapitalerträge der waldreichen Gemeinde waren der Holzhandel und die Jagdpacht.
Seit 1999 wurde mit der Installation von 36 Windkraftanlagen eine feste Einnahmequelle für die nächsten Jahrzehnte erschlossen.
Siehe auch: Liste von Windkraftanlagen in Rheinland-Pfalz